# Eldridge Cleaver
Leroy Eldridge Cleaver (Wabbaseka, Arkansas, 31 agost de 1935 – Pomona, Califòrnia, 1 de maig de 1998) fou un escriptor estatunidenc i activista polític que esdevingué un dels primers dirigents del Partit de les Panteres Negres.
El 1968 Cleaver va publicar Soul On Ice, una col·lecció d'assajos escrits a la Presó Estatal de Folsom tres anys abans, i que fou considerat "brillant i revelador" per The New York Times Book Review. Cleaver va escriure-hi: "Si a un home li agrada Malcolm X podrà canviar i repudiar el racisme, si altres musulmans i jo mateix podem canviar, si els joves blancs poden canviar, llavors encara hi ha esperança per Amèrica".
Cleaver va esdevenir un membre destacat de les Panteres Negres, essent Ministre d'Informació i Cap de la Secció Internacional de les Panteres mentre estigué fugit de la justícia nord-americana a Cuba i Algèria. Va haver de fugir després de capitanejar pocs dies després de l'assassinat de Martin Luther King una emboscada a la policia d'Oakland, en la qual dos agents van resultar ferits i el membre de les Panteres Negres Bobby Hutton resultà mort. Cleaver també va resultar ferit durant l'emboscada. Mentre fou editor del diari oficial The Black Panther, Cleaver influencià en la direcció del Partit i rivalitzar amb els seus fundadors Huey P. Newton i Bobby Seale. Cleaver i Newton finalment van acabar dissentint, ocasionant una ruptura en el si del Partit que va acabar per debilitar-lo.
Després de passar set anys a l'exili a Cuba, Algèria i França, Cleaver retornà als EUA el 1975, on va implicar-se en diversos grups religiosos (Església de la Unificació i CARP) fins a acabar unint-se a l'Església de Jesucrist dels Sants dels Darrers Dies, així com esdevenint un republicà conservador apareixent inclús en els seus actes.